# Mordella novemmaculata
Mordella novemmaculata is een keversoort uit de familie spartelkevers (Mordellidae). De wetenschappelijke naam van de soort is voor het eerst geldig gepubliceerd in 1902 door Lea.